# Roof knocking

Le roof knocking (en hébreu : הקש בגג, littéralement « coup sur le toit »), est une pratique militaire israélienne pour avertir les habitants d'un bâtiment avant que ce dernier ne soit bombardé, afin de leur donner le temps de fuir l'attaque.

## Description
Un obus vide est tiré sur le toit d'une habitation pour prévenir de l'attaque ses occupants sans les blesser, puis des obus classiques sont tirés pour la détruire. Cette tactique de coup de semonce visant à limiter les pertes civiles est utilisée par l'armée israélienne avant d'attaquer les bâtiments qu'elle soupçonne de contenir des armes ou d'autres objectifs militaires. Elle n'est cependant pas employée lorsqu'il s'agit d'assassiner une cible. Cette pratique est utilisée en parallèle d'autres moyens s'appuyant sur les services de renseignements :
- Les coups de fil d'avertissement sur des téléphones portables arabophones à proximité ;
- Les messages SMS d'avertissement dans la zone ciblée ;
- Le largage de tracts d'avertissement avant une opération.

Le gouvernement israélien utilise aussi cette technique afin de se prémunir contre les éventuelles accusations de crime de guerre. Alors que la pratique du roof knocking est défendue comme légale vis-à-vis du droit de la guerre, elle a aussi été critiquée alors que l'obus vide pourrait tuer ou blesser des civils.
Amnesty International rappelle qu'« émettre un avertissement n'absout pas les forces attaquantes de leurs obligations vis-à-vis du droit humanitaire international d'épargner les civils » et précise que « dans beaucoup de cas, il manquait les éléments basiques d'avertissement, notamment sur le moment de la frappe, les endroits où se mettre à l'abri ou la garantie d'une évacuation dans les temps et en sureté avant l'attaque ». Ainsi, selon l'ONG, le délai entre la frappe d'avertissement et le bombardement est parfois très court et ne laisse pas le temps aux habitants d'évacuer le bâtiment.
Le responsable du Centre Al-Mezan pour les droits humains, une ONG palestinienne, explique aussi que « l'envoi d'un missile ne peut pas être considéré comme un avertissement. On vise des civils avec une arme, peu importe sa taille, et c'est une violation des conventions de Genève ». D'autre part, la frappe d'avertissement ne peut pas toujours être identifiée : « Imaginez que vous êtes à Gaza, et qu'il y a des frappes aériennes partout, et beaucoup de familles sont dans les bas étages de leur maison. Les familles ratent le son de "l'avertissement" parce que cela sonne juste comme une autre explosion ».